# Papatlal
Papatlal är en ort i Mexiko.   Den ligger i kommunen Xilitla och delstaten San Luis Potosí, i den centrala delen av landet, 210 km norr om huvudstaden Mexico City. Papatlal ligger 948 meter över havet och antalet invånare är 111.
Terrängen runt Papatlal är kuperad åt nordost, men åt sydväst är den bergig. Terrängen runt Papatlal sluttar österut. Runt Papatlal är det ganska tätbefolkat, med 96 invånare per kvadratkilometer. Närmaste större samhälle är Villa Terrazas, 16,8 km nordost om Papatlal. I omgivningarna runt Papatlal växer i huvudsak städsegrön lövskog.